# Tennis (jeu vidéo, 1980)
Pour les articles homonymes, voir Tennis (homonymie) et Tennis (jeu vidéo).
Tennis (Le Tennis pour la version canadienne francophone) est un jeu vidéo de tennis développé par APh Technological Consulting et édité par Mattel Electronics, sorti en 1980 sur la console Intellivision,.

## Développement
Le jeu est écrit par Gavin Claypool chez APh Technological Consulting. Les illustrations du packaging sont de Jerrol Richardson.

## Accueil
Tilt apprécie le graphisme « précis » et les bruitages « étudiés » mais regrette que le titre ne propose qu'un mode de jeu à deux joueurs.
En France, Mattel organise pour la promotion du jeu un tournoi, du 15 novembre 1983 au 15 mai 1984, avec des sélections à Paris, Lyon, Toulon, Bordeaux, Lille, Nancy et Nantes et une finale sur un court du stade Roland-Garros.

## Héritage
Le code source du jeu est réutilisé pour écrire Championship Tennis, qui sort en 1985.
Tennis est présent, émulé, dans la compilation Intellivision Lives! (en) sortie sur diverses plateformes, ainsi que dans A Collection of Classic Games from the Intellivision.
Le 22 décembre 2010, Tennis est ajouté au service Game Room (en) de Microsoft, accessible sur Xbox 360 et PC.
Tennis fait partie des jeux intégrés dans la console Intellivision Flashback, sortie en 2014.